# Carmen Fernández Ochoa
Carmen Fernández Ochoa (Navia, 1948), es una arqueóloga española y catedrática emérita de arqueología de la Universidad Autónoma de Madrid. Siendo una de las investigadoras de referencia cuando se habla sobre la presencia romana en la península Ibérica, fue nombrada nueva patrona del Museo Arqueológico Nacional.

## Biografía
Fernández Ochoa es catedrática de Arqueología en la Universidad Autónoma de Madrid desde el año 2000. Realizó estudios en las Universidades de Oviedo y Santiago de Compostela y obtuvo su doctorado en Arqueología en la Universidad Autónoma de Madrid, completando su formación en la Università degli Studi "La Sapienza" de Roma.
De 1982 a 1995, dirigió las excavaciones arqueológicas de la ciudad de Gijón dentro del Proyecto Gijón de Excavaciones Arqueológicas, que fue galardonado con el Special Commendation 1996 del European Museum of the Year. Codirigió las excavaciones arqueológicas del yacimiento de Lucus Asturum (Lugo de Llanera, Asturias) junto con P. García Díaz entre 1987 y 1995. Desde 1980, ha dirigido las excavaciones arqueológicas del yacimiento de Sisapo (La Bienvenida, Ciudad Real) junto con M. Zarzalejos. En 1997, se le encargó la Dirección Científica del Proyecto "Arqueología e Historia de la Ruta de la Plata en el concejo de Gijón", codirigiendo las excavaciones de la Villa romana de Veranes (Cenero) con F. Gil Sendino. También codirige las excavaciones en la Villa romana de Carranque, en la provincia de Toledo, junto con V. García-Entero. Entre 2007 y 2009, dirigió las intervenciones en la Fábrica de Tabacos de Gijón junto con P. García Díaz y F. Gil Sendino, y continúa como miembro del equipo dirigido por A. Orejas (CSIC) desde 2016.
Su labor científica se ha centrado en el estudio de diversos aspectos del proceso de romanización de Hispania, especialmente en el Noroeste peninsular y Asturias, habiendo publicado numerosos trabajos sobre este tema.
En las últimas décadas, ha sido Investigadora Principal de diversos proyectos de investigación sobre Termas Romanas en Hispania, financiados por la DGICyT del Ministerio de Educación y Cultura y el Ministerio de Ciencia y Tecnología desde 1993 hasta 2003. Dirigió el proyecto "La villa romana de Veranes y la transición al Medievo en Asturias. Aplicación de nuevos métodos de registro en la documentación arqueológica", financiado por la FICYT del Principado de Asturias (2002-2003). Fue Investigadora Principal del proyecto "Territoria. Formas de ocupación rural en el cuadrante noroccidental de la Península Ibérica. Procesos de cambio y transición en la Antigüedad", financiado por el Ministerio de Educación y Ciencia (2004-2008). También dirigió el proyecto "La villa romana de Veranes (Gijón, Asturias). Potencialidad productiva y evolución de su dominio", financiado por la FICYT del Principado de Asturias (2003-2007). Además, ha sido directora del Proyecto de "Estudio y señalización arqueológica del tramo de la llamada Vía Romana de la Fuenfría (Madrid)", sufragado por la Dirección General de Patrimonio Histórico de la Comunidad de Madrid.